# Pheidole balzani
Pheidole balzani är en myrart som beskrevs av Carlo Emery 1894. Pheidole balzani ingår i släktet Pheidole och familjen myror. Inga underarter finns listade i Catalogue of Life.